# Eslovenia en los Juegos Paralímpicos de Atlanta 1996
Eslovenia estuvo representada en los Juegos Paralímpicos de Atlanta 1996 por catorce deportistas, trece hombres y una mujer.

## Medallistas
El equipo paralímpico esloveno obtuvo las siguientes medallas:
| Nombre           | Deporte   | Evento                             |
| ---------------- | --------- | ---------------------------------- |
| Oro              |           |                                    |
| —                |           |                                    |
| Plata            |           |                                    |
| Franjo Izlakar   | Atletismo | Peso F36 masculino                 |
| Franc Pinter     | Tiro      | Rifle de aire de pie SH1 masculino |
| Bronce           |           |                                    |
| Janez Roškar     | Atletismo | Jabalina F54 femenino              |
| Danijel Pavlinec | Natación  | 100 m libre S6 masculino           |
| Danijel Pavlinec | Natación  | 200 m libre S6 masculino           |